# George Abraham Rex
George Abraham Rex ( * 1845 - 1895 ) fue un botánico, micólogo estadounidense, llegando a constituir una única y enorme colección de Myxomycetes, formando el correspondiente herbario, que finalmente está resguardado en el Museo de la "Buffalo Society of Natural Sciences". Trabajó en la "Sección Microscopía" de la "Academia de Ciencias Naturales de Filadelfia.
- La abreviatura «Rex» se emplea para indicar a George Abraham Rex como autoridad en la descripción y clasificación científica de los vegetales.[2]